# Гамільтон (округ, Іллінойс)
Шаблон:StateAbbr_ 38°05′ пн. ш. 88°32′ зх. д. / 38.08° пн. ш. 88.54° зх. д.
Округ  Гамільтон (англ. Hamilton County) — округ (графство) у штаті  Іллінойс, США. Ідентифікатор округу 17065.

## Історія
Округ утворений 1821 року.

## Демографія
За даними перепису 
2000 року 
загальне населення округу становило 8621 осіб, зокрема міського населення було 2859, а сільського — 5762.
Серед мешканців округу чоловіків було 4160, а жінок — 4461. В окрузі було 3462 домогосподарства, 2436 родин, які мешкали в 3983 будинках.
Середній розмір родини становив 2,95.
Віковий розподіл населення поданий у таблиці:
| Стать    | До 15 років | 15-21 | 22-29 | 30-39 | 40-49 | 50-65 | 65-85 | Понад 85 |
| -------- | ----------- | ----- | ----- | ----- | ----- | ----- | ----- | -------- |
| Чоловіки | 830         | 416   | 340   | 540   | 608   | 741   | 621   | 64       |
| Жінки    | 833         | 396   | 367   | 520   | 616   | 759   | 794   | 176      |

## Суміжні округи
- Вейн — північ
- Вайт — схід
- Ґаллатін — південний схід
- Салін — південь
- Франклін — захід
- Джефферсон — північний захід

## Виноски
1. ↑  U.S. Decennial Census. United States Census Bureau. Архів оригіналу за 12 травня 2015. Процитовано 5 липня 2014.
2. ↑  Historical Census Browser. University of Virginia Library. Архів оригіналу за 11 серпня 2012. Процитовано 5 липня 2014.
3. ↑  Population of Counties by Decennial Census: 1900 to 1990. United States Census Bureau. Архів оригіналу за 24 квітня 2014. Процитовано 5 липня 2014.
4. ↑  Census 2000 PHC-T-4. Ranking Tables for Counties: 1990 and 2000 (PDF). United States Census Bureau. Архів оригіналу (PDF) за 18 грудня 2014. Процитовано 5 липня 2014.
5. ↑  State & County QuickFacts. United States Census Bureau. Архів оригіналу за 6 червня 2011. Процитовано 5 липня 2014.(англ.) Наведено за англійською вікіпедією.
6. ↑  American FactFinder. Бюро перепису населення США. Архів оригіналу за 21 травня 2008. Процитовано 31 січня 2008.

| США | Це незавершена стаття з географії США. Ви можете допомогти проєкту, виправивши або дописавши її. |